# Lebesgueův integrál

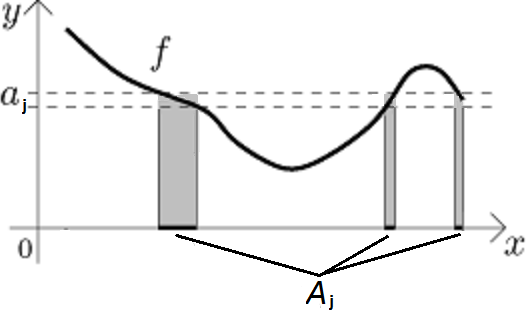
j-tý element Lebesgueova integrálu

Lebesgueův integrál označuje v matematice definici určitého integrálu, založenou na teorii míry, který na základě Lebesgueovy míry definoval Henri Lebesgue. Má podobnou definici jako Darbouxova definice Riemannova integrálu, ale třída integrovatelných funkcí je v něm mnohem širší – dokonce se bez axiomu výběru nedá prokázat, že existuje funkce, která není Lebesgueovsky integrovatelná. Lebesgueův integrál je obecnější než integrál Riemannův, což v praxi znamená, že pokud existuje Riemannův integrál, tak existuje také Lebesgueův integrál, přičemž hodnoty obou integrálů jsou shodné. Pokud Riemannův integrál neexistuje, může existovat integrál Lebesgueův. Opačné tvrzení však neplatí (např. Dirichletova funkce, jejíž funkční hodnota je rovna jedné, pokud je argument racionální číslo, a je rovna nule, pokud je argumentem iracionální číslo, má Lebesgueův integrál, ale nemá Riemannův integrál).

## Definice
Nechť {\displaystyle (X,{\mathcal {A}},\mu )} je prostor s mírou, pak pro měřitelnou funkci {\displaystyle f:M\rightarrow {\overline {\mathbb {R} }}} definujeme dolní Lebesgueův integrál:
{\displaystyle \int \limits _{\overline {M}}f\ {\mbox{d}}\mu =\inf \sum \limits _{j=1}^{\infty }a_{j}\ \mu (A_{j})},
kde {\displaystyle {\mathcal {A}}} je {\displaystyle \sigma }-algebra na {\displaystyle X}, {\displaystyle A_{j}\in {\mathcal {A}}} jsou měřitelné množiny a 
{\displaystyle M=\bigcup \limits _{j=1}^{\infty }A_{j}\in {\mathcal {A}}}, při {\displaystyle A_{i}\cap A_{j}=\emptyset } pro každé {\displaystyle i\neq j} a {\displaystyle a_{j}\geq f(x)} pro každé {\displaystyle x\in A_{j}}.
Nechť {\displaystyle (X,{\mathcal {A}},\mu )} je prostor s mírou, pak pro měřitelnou funkci {\displaystyle f:M\rightarrow {\overline {\mathbb {R} }}} definujeme horní Lebesgueův integrál:
{\displaystyle \int \limits _{\underline {M}}f\ {\mbox{d}}\mu =\sup \sum \limits _{j=1}^{\infty }a_{j}\ \mu (A_{j})},
kde {\displaystyle {\mathcal {A}}} je {\displaystyle \sigma }-algebra na {\displaystyle X}, {\displaystyle A_{j}\in {\mathcal {A}}} jsou měřitelné množiny a 
{\displaystyle M=\bigcup \limits _{j=1}^{\infty }A_{j}\in {\mathcal {A}}}, při {\displaystyle A_{i}\cap A_{j}=\emptyset } pro každé {\displaystyle i\neq j} a {\displaystyle a_{j}\leq f(x)} pro každé {\displaystyle x\in A_{j}}.
Lebesgueův integrál pak definujeme pro funkci {\displaystyle f} splňující rovnost horního a dolního Lebesgueova integrálu jako:
{\displaystyle \int \limits _{M}f\ {\mbox{d}}\mu =\int \limits _{\overline {M}}f\ {\mbox{d}}\mu =\int \limits _{\underline {M}}f\ {\mbox{d}}\mu }.
pozn.: Množina {\displaystyle {\overline {\mathbb {R} }}} je množina {\displaystyle {\mathbb {R} }} rozšířená o {\displaystyle \pm \infty } a množina {\displaystyle X} může být např. Euklidovský prostor {\displaystyle {\mathbb {R} ^{n}}}.
Lebesgueův integrál lze přibližně interpretovat jako nekonečný součet nekonečně úzkých pásů o "šířce" dané koeficientem {\displaystyle a_{j}\geq 0} a délce dané mírou množiny {\displaystyle \mu (A_{j})} přes všechna {\displaystyle j\in \mathbb {N} }.

## Vlastnosti
- Pro obecnou měřitelnou funkci definujeme:

{\displaystyle \int \limits _{M}f{\mbox{d}}\mu =\int \limits _{M}f^{+}{\mbox{d}}\mu -\int \limits _{M}f^{-}{\mbox{d}}\mu },
kde {\displaystyle f^{+}} je nezáporná část funkce {\displaystyle f} a {\displaystyle f^{-}} je záporná část funkce {\displaystyle f}.
- Každá měřitelná nezáporná funkce má Lebesgueův integrál. Obecná měřitelná funkce {\displaystyle f} integrál nemá tehdy, když:

{\displaystyle \int \limits _{M}f^{+}{\mbox{d}}\mu =\int \limits _{M}f^{-}{\mbox{d}}\mu =+\infty }.
- Pro jednoduchou funkci {\displaystyle s=\sum a_{j}\chi _{A_{j}}} je možné napsat definiční vztah jako:

{\displaystyle \int \limits _{M}s{\mbox{d}}\mu =\sum \limits _{j=1}^{\infty }a_{j}\mu (A_{j})}.
Jednoduchou funkci je však možné vyjádřit pomocí různých rozkladů. Z takové definice tedy není zřejmé, že hodnota integrálu jednoduché funkce nezávisí na rozkladu.

## Měřitelná funkce
Nechť {\displaystyle (X,{\mathcal {A}}_{1})} a {\displaystyle (Y,{\mathcal {A}}_{2})} jsou měřitelné prostory. O funkci {\displaystyle f:X\to Y} řekneme, že je měřitelná, jestliže pro každé {\displaystyle \Omega \in {\mathcal {A}}_{2}} dostaneme:
{\displaystyle f^{-1}(\Omega )=\{x\in X|\;f(x)\in \Omega \}\in {\mathcal {A}}_{1}}.
Měřitelnost tedy závisí na sigma algebrách {\displaystyle {\mathcal {A}}_{1}} a {\displaystyle {\mathcal {A}}_{2}}, tj. měřitelnou funkci {\displaystyle f:X\to Y} obvykle píšeme jako {\displaystyle f\colon (X,{\mathcal {A}}_{1})\rightarrow (Y,{\mathcal {A}}_{2})}.

## Lp{\displaystyle {\mathcal {L}}^{p}}prostory
Pomocí Lebesgueova integrálu definujeme {\displaystyle {\mathcal {L}}^{p}} prostory měřitelných funkcí {\displaystyle f}:
{\displaystyle {\mathcal {L}}^{p}=\left\{f\,,\int _{X}|f|^{p}{\mbox{d}}\mu <\infty \right\}}
a zavedeme množinovou funkci
{\displaystyle \|f\|_{p}=\left(\int _{X}|f|^{p}{\mbox{d}}\mu \right)^{1 \over p}}.
Snadno se ukáže, že {\displaystyle \|f\|_{p}} splňuje všechny vlastnosti normy kromě jedné: {\displaystyle \int _{X}|f|^{p}{\mbox{d}}\mu =0} neznamená {\displaystyle f=0} všude v {\displaystyle X}, ale pouze skoro všude v {\displaystyle X}. Tvrzení tedy neplatí na množině míry {\displaystyle 0}. Zavádí se proto prostory {\displaystyle {\mathcal {L}}^{p}} tříd ekvivalencí funkcí, které se liší na množině míry {\displaystyle 0}. V takovém prostoru je již {\displaystyle \|f\|_{p}} normou.